# Leichtathletik-Weltmeisterschaften 2011/Teilnehmer (Japan)
| Goldmedaillen | Silbermedaillen | Bronzemedaillen |
| ------------- | --------------- | --------------- |
| 1             | —               | —               |

Der japanische Leichtathletik-Verband stellte bei den Leichtathletik-Weltmeisterschaften 2011 im südkoreanischen Daegu 23 Teilnehmerinnen und 25 Teilnehmer.

## Medaillen

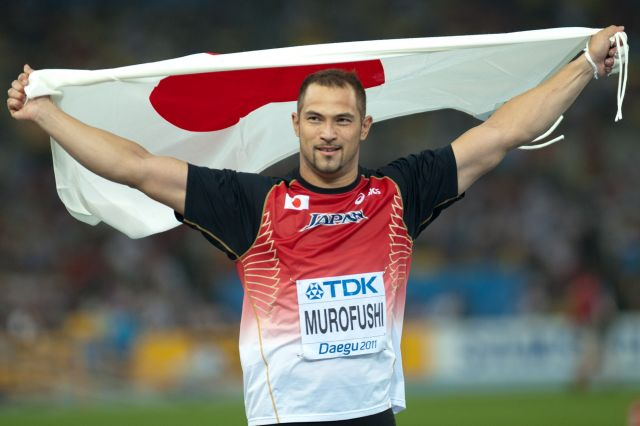
Kōji Murofushi, Sieger im Hammerwurf

Mit einer gewonnenen Goldmedaille belegte das japanische Team Platz 14 im Medaillenspiegel.

### Gold
- Kōji Murofushi, Hammerwurf

## Ergebnisse

### Männer

#### Laufdisziplinen
| Athlet                                                          | Disziplin    | Vorlauf        | Vorlauf | Halbfinale         | Halbfinale         | Finale             | Finale             |
| Athlet                                                          | Disziplin    | Zeit           | Platz   | Zeit               | Platz              | Zeit               | Platz              |
| --------------------------------------------------------------- | ------------ | -------------- | ------- | ------------------ | ------------------ | ------------------ | ------------------ |
| Yuichi Kobayashi                                                | 200 m        | 21,27 s        | 46      | nicht qualifiziert | nicht qualifiziert | nicht qualifiziert | nicht qualifiziert |
| Hitoshi Saitō                                                   | 200 m        | 20,80 s        | 21      | 21,17 s            | 19                 | nicht qualifiziert | nicht qualifiziert |
| Shinji Takahira                                                 | 200 m        | 20,87 s        | 26      | 20,90 s            | 16                 | nicht qualifiziert | nicht qualifiziert |
| Yūzō Kanemaru                                                   | 400 m        | 45,51 s        | 19      | 46,11 s            | 20                 | nicht qualifiziert | nicht qualifiziert |
| Masato Yokota                                                   | 800 m        | 1:47,60 min    | 26      | nicht qualifiziert | nicht qualifiziert | nicht qualifiziert | nicht qualifiziert |
| Kazuya Watanabe                                                 | 5000 m       | 14:20,64 min   | 33      |                    |                    | nicht qualifiziert | nicht qualifiziert |
| Yūki Satō                                                       | 10.000 m     |                |         |                    |                    | 29:04,15 min       | 15                 |
| Hiroyuki Horibata                                               | Marathon     |                |         |                    |                    | 2:11:52 h          | 7                  |
| Yūki Kawauchi                                                   | Marathon     |                |         |                    |                    | 2:16:11 h          | 18                 |
| Yukihiro Kitaoka                                                | Marathon     |                |         |                    |                    | 2:23:11 h SB       | 38                 |
| Kentarō Nakamoto                                                | Marathon     |                |         |                    |                    | 2:13:10 h          | 10                 |
| Yoshinori Oda                                                   | Marathon     |                |         |                    |                    | 2:18:05 h          | 29                 |
| Takatoshi Abe                                                   | 400 m Hürden | 51,90 s        | 33      | nicht qualifiziert | nicht qualifiziert | nicht qualifiziert | nicht qualifiziert |
| Yūta Imazeki                                                    | 400 m Hürden | 50,92 s        | 30      | nicht qualifiziert | nicht qualifiziert | nicht qualifiziert | nicht qualifiziert |
| Takayuki Kishimoto                                              | 400 m Hürden | 49,51 s        | 17      | 50,05 s            | 20                 | nicht qualifiziert | nicht qualifiziert |
| Yūsuke Suzuki                                                   | 20 km Gehen  |                |         |                    |                    | 1:21:39 h          | 6                  |
| Hirooki Arai                                                    | 50 km Gehen  |                |         |                    |                    | 3:48:40 h PB       | 9                  |
| Kōichirō Morioka                                                | 50 km Gehen  |                |         |                    |                    | 3:46:21 h          | 5                  |
| Takayuki Tanii                                                  | 50 km Gehen  |                |         |                    |                    | 3:48:03 h SB       | 8                  |
| Yuichi Kobayashi Masashi Eriguchi Shinji Takahira Hitoshi Saito | 4 × 100 m    | 38,66 s SB     | 9       |                    |                    | nicht qualifiziert | nicht qualifiziert |
| Kei Takase Yūzō Kanemaru Yūsuke Ishitsuka Hideyuki Hirose       | 4 × 400 m    | 3:02,64 min SB | 13      |                    |                    | nicht qualifiziert | nicht qualifiziert |

#### Sprung/Wurf
| Athlet            | Disziplin      | Qualifikation | Qualifikation | Finale             | Finale             |
| Athlet            | Disziplin      | Weite/Höhe    | Platz         | Weite/Höhe         | Platz              |
| ----------------- | -------------- | ------------- | ------------- | ------------------ | ------------------ |
| Daichi Sawano     | Stabhochsprung | 5,50 m        | 12            | 5,65 m SB          | 14                 |
| Kōji Murofushi    | Hammerwurf     | 78,56 m SB    | 1             | 81,24 m SB         | Gold               |
| Yukifumi Murakami | Speerwurf      | 80,19 m       | 15            | nicht qualifiziert | nicht qualifiziert |

#### Zehnkampf
| Athlet         | Disziplin | 100 m   | Weitsprung | Kugelstoßen | Hochsprung | 400 m   | 110 m Hürden | Diskuswurf | Stabhochsprung | Speerwurf | 1500 m      | Punkte | Platz |
| -------------- | --------- | ------- | ---------- | ----------- | ---------- | ------- | ------------ | ---------- | -------------- | --------- | ----------- | ------ | ----- |
| Keisuke Ushiro | Ergebnis  | 11,42 s | 6,96 m     | 12,88 m     | 2,02 m     | 50,89 s | 15,20 s      | 43,84 m    | 4,40 m         | 67,73 m   | 4:43,87 min | 7639   | 20    |
| Keisuke Ushiro | Punkte    | 769     | 804        | 660         | 822        | 774     | 825          | 743        | 731            | 855       | 656         | 7639   | 20    |

### Frauen

#### Laufdisziplinen
| Athletin                                                | Disziplin        | Vorlauf         | Vorlauf | Halbfinale | Halbfinale | Finale             | Finale             |
| Athletin                                                | Disziplin        | Zeit            | Platz   | Zeit       | Platz      | Zeit               | Platz              |
| ------------------------------------------------------- | ---------------- | --------------- | ------- | ---------- | ---------- | ------------------ | ------------------ |
| Chisato Fukushima                                       | 100 m            | 11,34 s         | 22      | 11,59 s    | 22         | nicht qualifiziert | nicht qualifiziert |
| Chisato Fukushima                                       | 200 m            | 23,25 s         | 23      | 23,52 s    | 20         | nicht qualifiziert | nicht qualifiziert |
| Megumi Kinukawa                                         | 5000 m           | 15:38,23 min    | 16      |            |            | nicht qualifiziert | nicht qualifiziert |
| Hitomi Niiya                                            | 5000 m           | 15:31,09 min    | 7       |            |            | 15:41,67 min       | 13                 |
| Kayo Sugihara                                           | 5000 m           | 15:41,78 min SB | 18      |            |            | nicht qualifiziert | nicht qualifiziert |
| Megumi Kinukawa                                         | 10.000 m         |                 |         |            |            | 34:08,37 min SB    | 17                 |
| Kayo Sugihara                                           | 10.000 m         |                 |         |            |            | 32:53,89 min       | 15                 |
| Hikari Yoshimoto                                        | 10.000 m         |                 |         |            |            | 32:32,22 min       | 14                 |
| Yukiko Akaba                                            | Marathon         |                 |         |            |            | 2:29:35 h          | 5                  |
| Mai Itō                                                 | Marathon         |                 |         |            |            | 2:35:16 h          | 22                 |
| Remi Nakazato                                           | Marathon         |                 |         |            |            | 2:30:52 h          | 10                 |
| Azusa Nojiri                                            | Marathon         |                 |         |            |            | 2:33:42 h          | 19                 |
| Yoshimi Ozaki                                           | Marathon         |                 |         |            |            | 2:32:31 h          | 18                 |
| Satomi Kubokura                                         | 400 m Hürden     | 56,66 s         | 24      | 56,87 s    | 21         | nicht qualifiziert | nicht qualifiziert |
| Minori Hayakari                                         | 3000 m Hindernis | 10:05,34 min    | 27      |            |            | nicht qualifiziert | nicht qualifiziert |
| Masumi Fuchise                                          | 20 km Gehen      |                 |         |            |            | DNF                | DNF                |
| Mayumi Kawasaki                                         | 20 km Gehen      |                 |         |            |            | 1:35:03 h          | 21                 |
| Kumi Otoshi                                             | 20 km Gehen      |                 |         |            |            | 1:34:37 h          | 19                 |
| Nao Okabe Momoko Takahashi Chisato Fukushima Saori Imai | 4 × 100 m        | 43,83 s         | 11      |            |            | nicht qualifiziert | nicht qualifiziert |

#### Sprung/Wurf
| Athletin       | Disziplin  | Qualifikation | Qualifikation | Finale             | Finale             |
| Athletin       | Disziplin  | Weite         | Platz         | Weite              | Platz              |
| -------------- | ---------- | ------------- | ------------- | ------------------ | ------------------ |
| Masumi Aya     | Hammerwurf | 64,09 m       | 27            | nicht qualifiziert | nicht qualifiziert |
| Yuki Ebihara   | Speerwurf  | 59,88 m       | 10            | 59,08 m            | 9                  |
| Risa Miyashita | Speerwurf  | 55,62 m       | 26            | nicht qualifiziert | nicht qualifiziert |